# Faíl
Faíl ist ein Ort und eine ehemalige Gemeinde (Freguesia) im portugiesischen Kreis Viseu. Die Gemeinde hatte 660 Einwohner (Stand 30. Juni 2011).
Am 29. September 2013 wurden die Gemeinden Faíl und Vila Chã de Sá zur neuen Gemeinde União das Freguesias de Faíl e Vila Chã de Sá zusammengeschlossen.